# گورنگه راتایه
گورنگه راتایه (به صربی: Gornje Rataje) یک منطقهٔ مسکونی در صربستان است که در الکساندراواک واقع شده‌است. گورنگه راتایه ۷۶۹ نفر جمعیت دارد.